# Черина (Алесандрија)
Черина (итал. Cerrina) је насеље у Италији у округу Алесандрија, региону Пијемонт.
Према процени из 2011. у насељу је живело 314 становника. Насеље се налази на надморској висини од 222 м.

## Становништво
Према резултатима пописа становништва 2011. у општини је живело 1.495 становника.
| 1936. | 1951. | 1961. | 1971. | 1981. | 1991. | 2001. | 2011. |
| ----- | ----- | ----- | ----- | ----- | ----- | ----- | ----- |
| 1.823 | 1.629 | 1.368 | 1.385 | 1.549 | 1.612 | 1.599 | 1.495 |